# ريفالدو كويتزي
ريفالدو روبيرتو جينينو كويتزي (بالإنجليزية: Rivaldo Coetzee) (مواليد 16 أكتوبر 1996) هو لاعب كرة قدم جنوب أفريقي يلعب حاليًا لصالنح نادي أياكس كيب تاون الجنوب أفريقي. بمشاركته بعمر 17 عامًا و361 يومًا، صار بذلك أصغر لاعب يمثل منتخب جنوب أفريقيا الأول.

## المسيرة الدولية
شارك كويتزي مع منتخب جنوب أفريقيا في مباراة جمهورية الكونغو ضمن تصفيات كأس الأمم الأفريقية 2015 يوم 12 أكتوبر 2014، ليكون بذلك أصغر لاعب يمثل منتخب جنوب أفريقيا وبذلك بعمر 17 عامًا و361 يومًا.
اختير لاحقًا لقائمة جنوب أفريقيا في كأس الأمم الأفريقية 2015 في غينيا الاستوائية. وفي أول مباراة، استبدل بسيابونغا نهلابو في الدقيقة 29 بسبب الإصابة.

## روابط خارجية
- ريفالدو كويتزي على موقع قاعدة بيانات كرة القدم.إي يو (الإنجليزية)
- ريفالدو كويتزي على موقع ناشيونال فوتبول تيمز (الإنجليزية)
- ريفالدو كويتزي على موقع Soccerway.com (الإنجليزية)
- ريفالدو كويتزي على موقع أوليمبيديا (الإنجليزية)